# 쑤저우차오역
쑤저우차오역(중국어: 苏州桥站)은 중국 베이징시 하이뎬구 하이뎬 가도·지주위안 가도 접경 창춘차오로 - 북3환서로 및 완촨허로 - 서3환북로 교차로에 위치한 베이징 지하철 12호선과 16호선의 지하철 환승역으로, 16호선은 2020년 12월 31일, 12호선은 2024년 12월 15일에 개통되었다. 이 역의 16호선 역은 베이징 지하철 몇 개 안 되는 복층형 단선 승강장 구조를 채택한 역이다.

## 역 구조
이 역은 2011년에 발표된 16호선 계획에 포함되었으며, 이 역의 설계 계획은 2013년에 처음 발표되었다.

### 층별 구조
쑤저우차오역의 두 노선 모두 지하역으로, 그 중 앞서 공사를 시작한 16호선 역은 완취안허로(万泉河路) - 서3환북로(西三环北路) 아래에 위치해 있어 역 건설 면적이 작고, 서3환로의 주요 도로 교량 파일과 무장 경찰 본부 건물 사이의 최대 간격은 16m에 불과하며 기존 레이아웃에 따라 역사를 건설할 수 없으므로 전체를 줄이기 위해 복층형 단선 승강장 구조를 사용했다. 이 계획은 14호선 치리좡역과 유사하다. 12호선 역은 쑤저우차오 서쪽 창춘차오로(春桥路) 아래에 위치한다.
16호선은 "책이 가득한 정원"(书香满园)이라는 디자인 테마를 지닌 부분적으로 2층, 3경간 철근 콘크리트 구조물로 전체 길이가 238.1m에 달하며 완전 지하 굴착 구조로 건설되었다.
지하 1층은 역 중앙 대합실층과 16호선 남행 승강장 층이며, 12호선 전용 환승 통로가 있다. 지하 2층은 16호선 북쪽 승강장 층이다. 승강장 에스컬레이터 측벽에는 예술 벽화 "욕궁천리목, 갱상일층루(欲穷千里目, 更上一层楼)"가 설치되어 있다."
12호선의 장식 스타일은 쑤저우 고전원림의 전통적인 건축 지붕 용마루, 창문 그릴 및 기타 기하학적 요소를 기반으로 하였다. 지하 1층은 장비 층, 지하 2층은 대합실 층, 지하 3층은 승강장 층이고, 12호선은 16호선의 지하 2층 승강장 아래를 통과한다.
| 지면층                                     | 출입구                              | B-D출입구                           |
| 지하 1층 16호선 대합실 층 16호선 승강장 층 | 16호선 대합실                       | 고객센터, 자동 발권기, 출입 게이트  |
| 지하 1층 16호선 대합실 층 16호선 승강장 층 | 상대식 승강장, 오른쪽 출입문이 열림 |                                     |
| 지하 1층 16호선 대합실 층 16호선 승강장 층 | ←                                   | ■ 16호선 완핑청 방면 (완서우쓰)     |
| 지하 2층 16호선 승강장 층                  | 12호선 대합실                       | 고객센터, 자동 발권기, 출입 게이트  |
| 지하 2층 16호선 승강장 층                  | 상대식 승강장, 왼쪽 출입문이 열림   |                                     |
| 지하 2층 16호선 승강장 층                  | →                                   | ■ 16호선 베이안허 방면 (쑤저우제)   |
| 지하 3층 12호선 승강장 층                  | ←                                   | ■ 12호선 쓰지칭차오 방면 (창춘차오) |
| 지하 3층 12호선 승강장 층                  | 섬식 승강장, 왼쪽 출입문이 열림     |                                     |
| 지하 3층 12호선 승강장 층                  | →                                   | ■ 12호선 둥바베이 방면 (인민대학)   |

### 대합실
2015년 베이징시계획위원회가 발표한 12호선 역사 설계 계획에 따르면 16호선 쑤저우차오역 대합실은 지하 층에 위치하며 단선 승강장과 연결된다. 12호선 쑤저우차오역 대합실은 16호선 역 서쪽에 위치하며, 환승 통로를 통해 16호선 지하 2층 승강장과 연결된다.

### 승강장 및 환승
16호선 쑤저우차오역은 상부 및 하부 승강장이 2개 층으로 나누어져 있으며, 지하 1층은 남행(완핑청 방향) 열차용, 지하 2층은 북행(베이안허 방향) 열차용 승강장이다. 16호선 지하 2호선 승강장과 12호선 지하 3층 승강장과의 높이차는 8.1m이다.
16호선 지하 1층과 12호선 대합실 사이에 약 12m 길이의 환승 통로가 있다. 환승 통로 내 높이차는 8m이며, 에스컬레이터가 있어 평균 환승 시간은 4분 정도 소요될 것으로 예상된다. 16호선 지하 2호선 승강장에서 12호선 대합실까지 환승 통로 길이는 약 7.2m로, 12호선 대합실에서 지하 2층 환승 통로로 평균 환승 시간은 3.4분이 소요될 것으로 예상된다. 16호선 승강장 길이는 18m, 예상 평균 환승 시간은 3.6분이다.
16호선 상부 승강장에는 자동심장충격기가 설치되어 있으며, 화장실은 하부 승강장 남쪽에 위치한다.

## 출구
2013년 발표된 16호선 역사 설계 계획 초안에는 16호선이 쑤저우차오 교차로 네 모퉁이에 출입구가 있고, 이 중 출입구 A는 12호선 건설과 함께 2024년 12월 15일에 개방되었다.
|                          |                                          | |      |             |
|                          |                                          | |      |             |
| 출구                     | 지시                                     | 출구 인근 | 사진 | 무장애 시설 |
| ■ 12호선 ■ 16호선에 연결 |                                          | |      |             |
| 出口 · A                 | 창춘차오로(长春桥路) 북측                | 완촨허로(万泉河路) 서측, 완류 동로(万柳东路), 완촨좡 커뮤니티(万泉庄小区)                                                               |      |             |
| ■ 16호선에 연결          |                                          | |      |             |
| 出口 · B                 | 서3환(西三环), 완촨허로(万泉河路) 동측   | 베이징 이공대학 중관춘 캠퍼스(北京理工大学 中关村校区)                                                                                  |      | 빈칸        |
| 出口 · C                 | 서3환(西三环)                            | 이공 국제 빌딩(理工国际大厦), 베이징 이공대학 중관춘 캠퍼스(北京理工大学 中关村校区), 베이징 외국어대학 동캠퍼스(北京外国语大学 东校区) |      | 빈칸        |
| ■ 12호선 ■ 16호선에 연결 |                                          | |      |             |
| 出口 · D                 | 서3환(西三环), 창춘차오로(长春桥路) 남측 | 베이징 TV 방송국(北京电视台), 창와 커뮤니티(厂洼小区), 창와 동1가(厂洼东一街), 베이징 외국어대학 서캠퍼스(北京外国语大学 西校区)        |      |             |
| ■ 12호선에 연결          |                                          | |      |             |
| 出口 · E                 | 창춘차오로(长春桥路) 남측                | |      |             |
| 아이콘 설명: 엘리베이터  |                                          | |      |             |

## 참고 자료
- 쑤저우차오(苏州桥)